# Сорокошичі
Сорокоши́чі — село в Україні, у Деснянській селищній громаді Чернігівського району Чернігівської області. Населення становить 43 особи. Село належить до Косачівського старостинського округу.
Сорокошицьке лісництво входить до складу Міжрічинського регіонального ландшафтного парку.

## Населення

### Мова
Розподіл населення за рідною мовою за даними перепису 2001 року:
| Мова       | Кількість | Відсоток |
| ---------- | --------- | -------- |
| українська | 57        | 98.28%   |
| білоруська | 1         | 1.72%    |
| Усього     | 58        | 100%     |

## Історія
Список наявних у Малоросійській губернії селищ 1799-1801 років подає дані, що в селі проживало 411 податкових душ.
1859 року у казенному селі, центрі Сорокошицької волості Остерського повіту Чернігівської губернії, мешкало 1154 особи (552 осіб чоловічої статі та 602 — жіночої), налічувалось 187 дворових господарств, існувала православна церква.
У 1923-1924 рр. - центр Сорокошичського району Чернігівської округи, Чернігівської губернії, 801 двір, 3993 мешканця.
Колишній орган місцевого самоуправління - Косачівська сільська рада.
12 червня 2020 року, відповідно до розпорядження Кабінету Міністрів України № 730-р «Про визначення адміністративних центрів та затвердження територій територіальних громад Чернігівської області», увійшло до складу Деснянської селищної громади.
19 липня 2020 року, в результаті адміністративно-територіальної реформи та ліквідації Козелецького району, увійшло до складу новоутвореного Чернігівського району.

## Люди
В селі народилися:
- Бібиков Василь Герасимович (1735—?) — український живописець.
- Воронкевич Атаназій Андрійович — військовий, повстанець, діловод Персональної управи Головного штабу Армії УНР, вартовий старшина штабу Дієвої Армії.

## У селі мешкали
1847 року офіцером  лісового кордону в Сорокошичах починає працювати Василь Васильович Маркович, у нього в підручних була його дружина, француженка за походженням Антуанетта Францівна де Олів. 1851 року, після одруження в російському місті  Орел, у село прибуває на відпочинок після заслання рідний брата Марковича — відомий уже етнограф, фольклорист, громадський діяч, колишній член  Кирило-Мефодіївського братства, побратим  Тараса Шевченка,  Пантелеймона Куліша  Опанас Маркович. З ним тут, серед унікальної лісової природи межиріччя  Дніпра і  Десни, тривалий час медовий місяць проводила його молода дружина Марія Вілінська — у майбутньому великий український письменник, відома за псевдонімом Марко Вовчок. Вона посилено, до тонкощів вивчала  українську мову, провела перші записи  пісень, старовинних переказів,  прислів'їв  та  приказок. Цьому унікальному ремеслу навчав її чоловік Опанас. Марковичі поїхали звідси переповнивши свої записники величезним фольклорним багатством.
Повсякчас сім'ї Марковичів у Сорокошичах смішив трирічний син Василя і Антуанети — Дмитрик. До кінця дев'ятнадцятого віку він перетвориться в відомого  українського письменника  Дмитра Маркевича. У період Гетьманату (з 29 квітня 1918 року) він —  Генеральний прокурор, член сенату. З весни 1919 року — міністр юстиції   Української народної республіки.